# Elio Verde
Elio Verde (Trentola-Ducenta, 10 september 1987) is een Italiaans judoka die zijn vaderland vertegenwoordigde bij de Olympische Spelen van 2012 in Londen. Daar verloor hij op zaterdag 28 juli 2012 in de herkansingen van de klasse tot 60 kilogram van de Braziliaan Felipe Kitadai.
Van beroep is hij politieagent.

## Erelijst

### Wereldkampioenschappen
- 2009 – Rotterdam, Nederland (– 60 kg)

### Europese kampioenschappen
- 2010 – Wenen, Oostenrijk (– 60 kg)
- 2011 – Istanboel, Turkije (– 60 kg)

### Middellandse Zeespelen
- 2009 – Pescara, Italië (– 60 kg)